# Mijat Marić
Pour les articles homonymes, voir Marić.
Mijat Marić, est un footballeur suisso-croate, né le 30 avril 1984. Il joue au poste de défenseur.

## Biographie

### En club
Arrivé en 2002 à l'AC Lugano, il y termine sa formation et commence sa carrière professionnelle où il découvre la deuxième division suisse en même temps que la Coupe UEFA, le club ayant réussi à se qualifier en coupe d'Europe avant de rétrogradé en deuxième division n'ayant pas eu la licence nécessaire pour évoluer en première division. Avant la fin de saison, le club est mis en faillite.
Il quitte donc le club et rejoint le FC Malcantone Agno pour y terminer la saison en troisième division avant de rejoindre à l'été 2003, le FC Saint-Gall. Il y découvre la première division suisse et marque son premier le 15 avril 2004 lors d'une victoire deux buts à zéro contre le FC Aarau.
En août 2007, il est prêté au FC Lucerne pour quelques mois. À son retour en janvier, il ne rejoue aucun match sous les couleurs saint galloise.
Il quitte la Suisse pour rejoindre l'AS Bari à l'été 2008 mais il ne joue aucun match lors des six premiers mois au club et est prêté en janvier 2009 au KAS Eupen, en deuxième division belge. Il s'intègre rapidement à l'équipe belge et signe définitivement au club l'été suivant, quittant l'AS Bari sans avoir jamais joué. Lors de sa première saison complète au club, le club réussi à gagner sa promotion en première division après être passé par les play-offs.
Malgré la promotion, il signe au KSC Lokeren en 2010. Après deux défaites en finale de Supercoupe de Belgique en 2012 et 2014, il remporte le premier titre de sa carrière en soulevant la Coupe de Belgique après une victoire un but à zéro contre le SV Zulte Waregem. Il reste huit saisons au club pour un total de 282 matchs et 45 buts.
En 2018, il retourne en Suisse au FC Lugano dans son club formateur pour y terminer sa carrière.

## Palmarès
- Coupe de Belgique :
  - Vainqueur : 2014
- Supercoupe de Belgique :
  - Finaliste : 2012 et 2014